# エゾクロテン
エゾクロテン（蝦夷黒貂、学名Martes zibellina brachyura）は、イタチ科イタチ亜科テン属クロテン種の亜種で、北海道に生息するクロテンである。
アイヌ語での呼称は「カスペキラ」で、意味は「しゃもじを持って逃げる」。集落に出てきて物を持ち去ったり、家禽を襲うことに由来するようである。

## 分布
北海道の道央（中央部）と道北、道東の森林。観察事例では道北や道東が多い。
明治期までは北海道の広範囲に生息していたが、本種の毛皮を取るために乱獲されて個体数が減少し、1920年（大正9年）に本種の狩猟が禁止され、現在も狩猟獣から除外されている。
1940年代に毛皮を取るための家畜として北海道にホンドテン（キテン）が移入され、野生化したホンドテンが道南に生息している。現在、道北と道東が本種の生息地域であるが、道央（中央部）は本種と野性化したホンドテンが混生しており、交雑の可能性もあり、純粋種の本種の減少が危惧されている。

## 特徴
成獣の大きさは、体長は約40 - 50cm。尾長は約10 - 15cm。耳長は約3.0 - 3.5cm。体重は約1.0 - 1.3kg。毛色は、淡色系の白みがかった黄色の個体や暗褐色、あるいはその中間濃度の色など、黄色系で個体により様々な濃淡がある。前肢と後肢の手足の部分は黒色。尾の色は濃褐色。冬毛は夏毛よりも淡い色になるが、本種の冬毛の色はユーラシア大陸に生息するクロテンと比較してより淡い色である。陰茎骨の長さは約3cm、直径は約1.5mm、先端Y字型になっている。歯数は、切歯が上6本下6本、犬歯が上2本下2本、前臼歯が上8本下8本、後臼歯が上2本下4本、合計38本。乳頭数は、胸部は無し、腹部1対、鼠径部2対、合計6個。指趾数（指の数）は、前肢が5本、後肢が5本、合計20本。

## 生態
冬眠はしないで1年中活動し、その活動時間帯は特に定まっておらず、昼夜活動する。繁殖期以外は基本的に単独で行動する。躯体の柔軟性はとても高い。また警戒心が強く、よく後肢で2本足立ちして周囲を見回すことがある。この行動を目蔭（まかげ）という（→写真）。木登りはとても上手く（→写真）、太い樹木は爪を立てて登り、降りるときは頭部を下にして降りる。直径2cmの細い木にも登ることができ、その場合は指趾で木を掴むようにして登る。活動場所としては沢や川付近が多い。
本種は巣として穴や樹洞、建造物の縁の下や屋根裏を使用する。
食性は雑食性で、動物質のものはノネズミ類、エゾトガリネズミやエゾリス、鳥、カエルなどであるが、本種よりも大きなエゾユキウサギなどもを捕食し、樹上ではエゾリスを追跡して捕食する。植物質のものはヤマグワやサクラ、ヤマブドウ、マタタビ、コクワ（サルナシ）など。動物を捕食した場合は頭部を残す習性があるが、これは頭骨の硬度が高いためと推考される。

### 鳴き声
本種は様々な鳴き声を出すが、威嚇時には「ギャーウーギュギュ」「ゲーオウー」などで、徘徊時には「フィヤーフィヤー」など静かに鳴いている。

## 飼育展示施設
本種を飼育展示している施設は、日本では釧路市動物園だけである（2010年1月1日時点）。

## 保全状態評価
- 準絶滅危惧（NT）（環境省レッドリスト）

## ギャラリー
|  |